# Mrs. Brown's Boys D'Movie
 (octobre 2023).
Si vous disposez d'ouvrages ou d'articles de référence ou si vous connaissez des sites web de qualité traitant du thème abordé ici, merci de compléter l'article en donnant les références utiles à sa vérifiabilité et en les liant à la section « Notes et références ».
Pour plus de détails, voir Fiche technique et Distribution.
Mrs. Brown's Boys D'Movie est un film irlando-britannique réalisé par Ben Kellett, sorti en 2014. Le film est une adaptation de la série télévisée  Mrs. Brown's Boys.

## Fiche technique
- Titre original : Mrs. Brown's Boys D'Movie
- Réalisation : Ben Kellett
- Scénario : Brendan O'Carroll
- Musique : Andy O'Callaghan
- Photographie : Martin Hawkins
- Montage : Mark Lawrence
- Production : Brendan O'Carroll
- Société de production : BBC Films, BOCFlix, That's Nice Films
- Pays d'origine :  Irlande /  Royaume-Uni
- Langue originale : anglais
- Format : Couleur
- Genre : Comédie
- Durée : 94 minutes
- Date de sortie : Irlande et Royaume-Uni :  27 juin 2014[1]

## Distribution
- Brendan O'Carroll : Agnes Brown
- Jennifer Gibney : Cathy Brown
- Eilish O'Carroll : Winnie McGoogan
- Paddy Houlihan : Dermot Brown
- Dermot O'Neill : Grandad Brown